# 澳門巴士39路線 (第一代)
澳門巴士39路線（第一代）由新福利營運，往返亞利雅架前地／泉悅和孝思墓園的巴士路線。

## 簡介及歷史
本線前身為孝思接駁線，由新福利及澳巴聯營。往返亞利雅架前地／泉悅和孝思墓園，僅於每年清明節及重陽節提供服務。
- 2011年，因應新巴士服務模式生效，改由新福利獨營並使用39作路線編號。
- 2012年12月18日，因應新開設另一條39路線，[1]路線名稱改為「孝思接駁專線」並修改行車路線，總站由「亞利雅架前地／泉悅」站改為「湖畔大廈」站。[2]

## 使用車型
- 新福利：蘇州金龍 KLQ6108GQ30AT

## 路線資料

### 收費
- 免費服務。

### 服務時間

#### 新巴士服務模式前（孝思接駁線）
| 服務時間               | 清明節及重陽節             |
| ---------------------- | -------------------------- |
| 亞利雅架前地／泉悅總站 | 08:30-16:50（6-12分鐘/班） |
| 孝思墓園               | 08:40-17:00（6-12分鐘/班） |

#### 新巴士服務模式後（39路線）
| 服務時間               | 清明節及重陽節          |
| ---------------------- | ----------------------- |
| 亞利雅架前地／泉悅總站 | 08:30-17:00（5分鐘/班） |

### 路線停站
| 孝思接駁線                    |                        |
| 亞利雅架前地／泉悅 ↺ 雞頸馬路 |                        |
| 編號                          | 循環線                 |
| 1                             | 亞利雅架前地／泉悅總站 |
| 2                             | 雞頸馬路臨時站-1       |
| 3                             | 雞頸馬路臨時站-2       |
| 4                             | 亞利雅架前地／泉悅總站 |

## 外部連結
- 澳門新福利公共汽車有限公司（官方網站） （页面存档备份，存于）